# 栗本薫 (探偵)
栗本 薫（くりもと かおる）は、栗本薫の推理小説「ぼくらシリーズ」などに登場する架空の探偵、小説家。
作者と同姓同名のキャラクターであるが、作者の栗本は女性であるのに対し、この作中人物は男性である。

## 人物像
170cmに少し足りない小柄な痩身、童顔の二枚目。やや短足。大学でバンドをやっていた頃から、おおむね肩より長い長髪で、一番短いときでもボブ程度であった。若いころから女性の人気は割とあったようで、女友達に不自由したことはない、という。事実、香取千鶴、朝吹麻衣子、神崎ゆりかといった女性との恋愛が、たびたび登場作品のモチーフとなっている。
軟弱なモラトリアム世代の代表で、胆力、瞬時の判断力、即座の実行力に欠けることを自ら認めている。見かけ、性格ともに力強さからはほど遠く、運動不足を自覚してもいるが、高校時代には柔道をやっており、初段の腕前である。数学や論理にすこぶる弱いともいうが、その言葉とは裏腹に、その推理のスタイルはかなり論理的である。
水瓶座のB型。生年月日の詳細は不明だが、1979年に24歳であったとの記述がある。家族として、9歳年下の妻ゆりか、長男の優介がいる。両親、兄弟は不明だが、父は世界中を駆け巡った船乗りであったという。
小説家としては、その作品、経歴とも、同名の作者とシンクロする部分が多い。代表作としては、自らの経験を作品化した「ぼくら」シリーズ、豹頭人身の王を主人公とした「グイン・サーガ」、クトゥルー神話を題材とした妖怪大戦争シリーズ、神崎出版から発行の名探偵シリーズなどがある。作品には美形ばかり登場するとの批判があるが、本人いわく、ひとり美形を出したら20人は不細工を出している、とのことである。
作家としてはかなりの人気を誇り、週1回放映のクイズ番組にレギュラー出演していた。また、インタビュアーとしての自信もあるらしい。友人の作家として、高千穂遙や川又千秋の名前があげられている。その恋愛に際してたびたびスキャンダルに巻き込まれ、それが原因で芸能マスコミに対しては極度の不信感を持っている。

## 経歴
物語に登場したときには22歳の大学生であった。マンモス私大として知られる相大（またはW大）文学部の3年生で、親友の石森信、加藤泰彦とともにサークル「相大ロックユニオン」に所属し、ロックバンド『ポーの一族』を結成していた。担当はキーボードで、時にはヴォーカルもやり、曲も提供していたという。
その頃、信、泰彦とともにバイトしていた先のTV局で起こった、アイドルのあい光彦ファンの連続殺人事件の解決に重要な役割を果たしたのが、素人探偵としての第一歩である（『ぼくらの時代』）。この事件の際に、当時城南署の警部補であった山科正信と知り合っている。この事件の後、『ポーの一族』は『ソルジャーブルー』に改名、さらに『デス・スター』に改名した後に解散した。
1年留年したのちに大学を卒業。朝夕新聞の就職試験を受けるが筆記試験で失敗し、無職となる。その頃、小説のようなものを書いたのが縁となり、発行部数3000の探偵小説専門誌「ブラックホール」にミステリ時評を連載するようになる。
24歳の時、雑誌編集者となった加藤泰彦が巻き込まれた少女マンガ家殺人事件の解決に大いに貢献する（『ぼくらの気持』）。この時、殺された少女マンガ家のアシスタントであった香取千鶴と恋に落ちるが、この恋愛と事件の顛末がしばらく彼にとってのトラウマとなる。
25歳の時、TV局での少女連続殺人事件の体験を描いた『ぼくらの時代』が、世話になっているミステリー雑誌編集長の目に止まり、第33回シャーロック・ホームズ賞（JMA（日本ミステリー・ライターズ・アソシエーション）賞と並ぶ推理作家の登竜門、モデルは江戸川乱歩賞）への応募を勧められる。その結果、それまでの最年少受賞者として見事に受賞し、正賞シャーロック・ホームズ賞、副賞30万円を獲得する。
その授賞式の当日に起こった編集者殺人事件、それに続く小説家連続殺人事件を解決したことが、名探偵作家としての話題を呼び、一躍人気者となる（『ぼくらの世界』）。この事件の際に執筆していたのが、彼の体験した少女マンガ家殺人事件を題材とした『ぼくらの気持』である。その後、作品を伝奇小説やSFにまで広げて活躍し、エジプトやシルクロードへ取材旅行に出掛けるなど、精力的に執筆活動を行った。
28歳の時、石森信の紹介で出会った印南薫の要請を受け、南半球に浮かぶ謎の遺跡の残る孤島、セント・ジョゼフ島への探検に出かける（『魔境遊撃隊』）。その島に残る遺跡で、たくましい豹頭人身の王の事績を描いた壁画を目にし、帰国後にそれを題材とした小説『グイン・サーガ』の執筆を開始する。印南薫とは帰国後も親しい友人となり、しばしば彼の家を訪れる仲となった。
帰国からしばらく、スランプに陥った彼は、静養と執筆活動のために軽井沢のホテルに滞在する。その際、招かれたパーティで、当時のトップアイドルであった16歳の朝吹麻衣子と、名探偵として知られる伊集院大介と出会う。それが縁で朝吹麻衣子の主演映画の脚本執筆を依頼された彼は、朝吹麻衣子とともに著名人の連続殺人事件に巻き込まれるが、伊集院大介とともにそれを解決へと導く（『猫目石』）。その事件を通して、彼は朝吹麻衣子と激しい恋に陥る。そして、その恋と事件の顛末が大きなスキャンダルとなり、彼は心に大きな傷をかかえることとなる。
事件以降、しばらく小説を書くことはおろか、人と会うこともできなくなった彼は、茅野の山荘に引っ込み、誰とも会わないまま数年を過ごす。3・4年の後にようやく都会へと戻り、執筆活動を開始するが、推理小説からは離れ、映画の脚本を中心に活動するようになる。
36歳の時、映画『表参道の女神たち』の脚本を担当することになった彼は、映画の主演に抜擢された女優・神崎ゆりかと知り合う。出会って3日後にゆりかと二人きりで会った彼は、朝吹麻衣子との自らの因縁を話すゆりかに反発を覚えながらも、彼女の思いに動かされ、彼女と一夜をともにする。数ヶ月後に彼女の妊娠が発覚し、2人は結婚する。だが、その結婚が再び激しいスキャンダルとなる。さらにそのスキャンダルが殺人事件を引き起こし、彼とゆりかにも危険が迫るが、伊集院大介と石森信の活躍により、事件は解決する（『怒りをこめてふりかえれ』）。事件が解決して間もなく、長男・優介が誕生する。

## 主な関係者
石森 信（いしもり しん）
栗本薫の1歳年上で、栗本薫を何度となく助けている第一の親友。身長185cmの長身だが、体重は60kgあるかないかの痩身。ぼうぼうの長髪に山羊ひげが特徴。考えないで行動するのは得意だが、考えすぎると動けなくなるという。相大在籍時にはロックバンド『ポーの一族』でギターを担当した。大学卒業後は正業に就かず、キャバレーでギターを弾いたり、有機農法の牧場の下働きにいったりしながら、『ナイトメア』などのバンド活動を務めていた。一時期、伊集院大介の手伝いをしていたこともある。
加藤 泰彦（かとう やすひこ）
栗本薫の友人。中背痩せ型。京都、室町の老舗呉服屋の生まれ。相大在籍時にはロックバンド『ポーの一族』でベースを担当した。大学時代はふわふわのアフロ・パーマだったが、大学卒業後に大手出版社の修林館に就職してからは七三分けに銀ぶち眼鏡の風貌となった。マンガ家の島内ケイと結婚した。
山科 正信（やましな まさのぶ）
警視庁の警視総監。エリート然とした二枚目。栗本薫と出会った際には警部補で、その後警部から警視へと順調に出世し、ついには総監にまで上り詰めた。栗本薫が関わった事件のほとんどで捜査に当たっており、栗本の周囲で殺人事件が頻発することを揶揄して、冗談混じりに栗本のことを殺人鬼よばわりすることもある。もっとも、基本的には栗本に対して好感を持っているようである。警視時代に一度退職したが、また復職したらしい。妻は祥子。四女（菊子、桜子、百合子、蘭子）の父。
朝吹 麻衣子（あさぶき まいこ）
超美少女トップ・アイドル。色白のきめ細かい肌、茶色がかった大きな瞳、長いまつげ、小さな唇、茶色がかった長い髪。13歳で大手出版社社長の神崎竜太郎に発掘され『炎の少女』でデビューした。女優として演技の才能も認められており、20本近い作品に主演した。16歳の時に軽井沢で起こった著名人連続殺人事件に遭遇し、その際に栗本薫と激しい恋に落ちた。父は朝吹プロ社長の朝吹守弘。母は占い師の朝吹日美子。異父姉に清川うらら、芦田くらら。異父兄に阿木広志。
栗本 ゆりか（くりもと ゆりか）
栗本薫の妻。旧姓・藤林。演劇集団ウラヌス所属の元女優で、芸名は神崎ゆりか。172cmのすらりとした体型。高い頬骨、くっきりとした目鼻立ち、あざやかなきつい輝きの大きな切れ長の瞳。気の強そうな見かけの反面、内気で引っ込み思案だが、意外な行動力もある。京都出身。もともと栗本薫の大ファンで、その著作はほとんど読んでいたという。映画「表参道の女神たち」の主役・澪子役に抜擢されたのをきっかけとして、その脚本を書いた栗本薫と知り合った。神崎竜太郎の私生児。長男は優介。A型。6月27日生まれのかに座。
印南 薫（いんなみ かおる）
安土桃山時代、あるいはそれ以前から続いていたという印南家の当主。絶世の美少年。頭脳白皙で、知識や考え方、物腰には老成したところがある。学校には行かず、すべて家庭教師によって教育を受けたという。父は貿易商の印南是高。母は清朝の血を引く王女。祖父は伯爵。祖母は英国貴族。5歳で母を、15歳で父を亡くした。セント・ジョゼフ島の冒険で、両足の膝から下を失い、車椅子に頼る生活を余儀なくされた。探検から帰って以後、栗本薫とは親友同士となった。
伊集院 大介（いじゅういん だいすけ）
名探偵。詳細については伊集院大介を参照。

## 登場作品

### 長編

#### ぼくらシリーズ
- ぼくらの時代
  - 講談社　1978年9月12日発行 / ISBN 4-06-130581-6
  - 講談社文庫　1980年9月15日発行 / ISBN 4-06-136177-5
  - 新風舎文庫　2005年4月5日発行 / ISBN 4-7974-9602-9
  - 講談社文庫（新装版）　2007年12月14日発行 / ISBN 978-4-06-275933-5
  - 江戸川乱歩賞全集（12）ぼくらの時代　猿丸幻視行 (講談社文庫) 2001年9月14日発行/ ISBN 978-4-06-273268-0
- ぼくらの気持
  - 講談社　1979年6月30日発行 / ISBN 4-06-130623-5
  - 講談社文庫　1981年8月15日発行 / ISBN 4-06-136209-7
- ぼくらの世界
  - 講談社　1984年10月8日発行 / ISBN 4-06-201541-2
  - 講談社文庫　1987年10月15日発行 / ISBN 4-06-184083-5

#### その他
- 魔境遊撃隊 第一部
  - 角川文庫　1984年8月25日発行 / ISBN 4-04-150005-2
  - ハルキ文庫　1998年8月18日発行 / ISBN 4-89456-425-4
- 魔境遊撃隊 第二部
  - 角川文庫　1984年9月25日発行 / ISBN 4-04-150006-0
  - ハルキ文庫　1998年8月18日発行 / ISBN 4-89456-434-3
- 猫目石
  - 講談社ノベルス　1984年11月5日発行 / ISBN 4-06-181150-9（上）ISBN 4-06-181151-7（下）
  - 講談社文庫　1987年7月15日発行 / ISBN 4-06-184017-7（上）ISBN 4-06-184018-5（下）
  - 角川文庫　1997年10月25日発行 / ISBN 4-04-150054-0（上）ISBN 4-04-150055-9（下）
- 怒りをこめてふりかえれ
  - 講談社　1996年5月20日発行 / ISBN 4-06-208081-8
  - 講談社ノベルス　1998年5月5日発行 / ISBN 4-06-182024-9
  - 講談社文庫　1999年4月15日発行 / ISBN 4-06-264552-1

### 短編
- ワン・ウェイ・チケット
  - 短編集『天国への階段』
    - 角川文庫　1981年12月20日発行 / ISBN 4-04-150001-X
    - ハルキ文庫　2000年7月18日発行 / ISBN 4-89456-715-6
- 公園通り探偵団
  - 短編集『十二ヶ月』
    - 新潮社　1983年6月20日発行 / ISBN 4-10-346801-7
    - 新潮文庫　1985年12月20日発行 / ISBN 4-10-143301-1
- 〈新日本久戸留綺譚〉猫目石
  - 短編集『真夜中の切裂きジャック』
    - 出版芸術社　1995年1月15日発行 / ISBN 4-88293-092-7
    - ハルキ文庫　1997年4月18日発行 / ISBN 4-89456-305-3
- 殺怪獣事件
  - アンソロジー『名探偵の挑戦状』
    - カドカワノベルズ　1994年6月25日発行 / ISBN 4-04-785002-0
    - 角川文庫　1996年9月25日発行 / ISBN 4-04-199701-1

### 関連作品
栗本薫は登場しないが、親友・石森信を主人公とした以下の長編作品がある。
- ハード・ラック・ウーマン
  - 講談社　1987年5月15日発行 / ISBN 4-06-203364-X
  - 講談社文庫　1990年5月15日発行 / ISBN 4-06-184674-4

## イメージアルバム
小説『魔境遊撃隊』を題材としたイメージアルバムが発売されている。シンセサイザーによるサウンドトラック調の曲を主体として構成されている。
『魔境遊撃隊』
発売日：1985年11月21日
発売元：キャニオン・レコード
音楽プロデューサー：久石譲
ジャケット：天野喜孝
収録曲
1. 魔境遊撃隊のテーマ（作曲：久石譲　編曲：福岡やすこ）
2. サザンエクスプローラー号、南へ（作曲：久石譲　編曲：武市昌久）
3. 巨石の島（作曲：久石譲　編曲：浜乃家霞）
4. ン・チャーナの祝祭（作曲：久石譲　編曲：岡田健一、浜乃家霞）
5. 石の町のゴララ（作曲：久石譲　編曲：武市昌久）
6. 悪魔の侵蝕（作曲：久石譲、ジャッカル岩崎　編曲：ジャッカル岩崎、浜乃家霞）
7. 白い女王（作曲：久石譲　編曲：福岡やすこ）
8. クレアの微笑（作曲：久石譲　編曲：岡田健一）
9. リ・ララとアダルパ（作曲：久石譲　編曲：福岡やすこ）

## ゲームブック
- 『魔境遊撃隊 ナイルの呼び声』（富士見ドラゴンブック）（ISBN 4-8291-4205-7 1986年4月30日発行）
  - 小説『魔境遊撃隊』の続編という形を取っているアドベンチャー・ゲームブック。プレイヤーは、栗本薫として、何者かの手によってアフリカの洞窟に捕えられた印南薫を救出するために、局面ごとにさまざまな行動を選択しつつ、ゲームを進めていく。

## TVドラマ化作品
『ぼくらの時代』（フジテレビ系列）
- 放送日：1986年5月29日
- 脚本：木村智美
- 演出：藤田明二

### キャスト
- 栗本薫：柳沢慎吾
- 石森信：松田洋治
- 加藤泰彦：高杉亘
- 山咲千里
- 堀広道

| フジテレビ系 木曜ドラマストリート（1986年5月29日） | フジテレビ系 木曜ドラマストリート（1986年5月29日） | フジテレビ系 木曜ドラマストリート（1986年5月29日） |
| 前番組                                             | 番組名                                             | 次番組                                             |
| -------------------------------------------------- | -------------------------------------------------- | -------------------------------------------------- |
| あいつと私                                         | ぼくらの時代                                       | 寝台特急・出雲3号グルメ殺人旅行                    |

## 舞台化作品
『ぼくらの時代 THE MUSICAL』（舞台企画TAKI-ON）
上演日：1999年2月25～27日
場所：築地本願寺ブディストホール
演出：小林毅
作曲：姫ヤスコ

## 漫画化作品
- 『ぼくらの時代』
  - 『週刊少年ジャンプ』1979年1月25日増刊号に読み切り掲載。作画はコンタロウ。のちにコンタロウは同じタイトルの連載漫画を執筆し、それが代表作の一つとなるが、その作品と本作品との間に内容的な関連は全くない。

## 受賞作
- 『ぼくらの時代』（第24回江戸川乱歩賞）[1]